# 井上春达因硕
井上春達因碩（1728年—1784年），日本圍棋棋手，生於常陸國筑波郡，本名為岡田春達，第六世井上因碩的徒弟。

## 生平
1750年被立為跡目，與一樣剛被立為林家跡目的師弟轉入一同參加御城碁，對安井春哲執黑4目勝。1771年師父春碩退休，上任是為第七世井上因碩。
因為是第六世林門入的外甥，與表弟轉入一同到井上家學棋，到上任家督前，大多與轉入聽命於春碩對抗本因坊家。1756年第九世本因坊察元希望升上上手，遭到春碩反對，春碩希望轉入、春達同時晉升上手，遭到察元反對，因而促成察元與春達的分先十番爭碁，結果如下：
1. 春達　黑勝
2. 察元　黑勝
3. 察元　白勝
4. 察元　白勝
5. 春達　黑勝

從結果看察元技勝一籌而升上上手。之後春達較少事蹟，穩定的在御城碁出賽了38年，1784年去世，棋力上手，傳位給因達。

## 外部連結
日本圍棋故事